# Felechares de la Valdería
Felechares de la Valdería es una localidad del municipio de Castrocalbón, en la comarca de la Valdería, al suroeste de León, la comunidad autónoma de Castilla y León, España.

## Geografía

### Ubicación
Situada en el sur de la provincia de León, a 18 km de La Bañeza. Su término municipal limita con dos municipios: San Félix de la Valdería y Pobladura de Yuso.

## Ayuntamiento
- Castrocalbón, con otros pueblos, San Félix de la Valdería y Calzada de la Valdería.

## Monumentos
Sus monumentos más representativos son:
- Ermita de Santa Elena

- El Molino

- La Iglesia de N.ª S.ª de las Candelas

## Fiestas
- En el mes de febrero:  fiesta de su patrona la Virgen de las Candelas.

- Primer fin de semana de mayo:  fiesta de Santa Elena, en la que se adornan las calles con flores y ramas por donde pasa la procesión.

- Mes de junio: el Corpus

- Mes de agosto: 17, 18 y 19 tine lugar la fiesta del "Porque sí".

## Costumbres
En la Semana Santa, los hombres suelen jugar a las "calvas" y después se reúnen para comer, pagando quienes han perdido.
En las bodas que se celebran actualmente, los padrinos de boda son los padrinos de bautismo.
Se pone la "maya" a primeros de mayo.
Había una sana costumbre, que consistía en que si había un vecino con problemas de enfermedad, con delicada salud y no podía realizar las faenas del verano, los vecinos del pueblo se ofrecían para hacer sus labores los fines de semana, concretamente los domingos.
Los bautizos eran toda una fiesta popular. Los padrinos llevaban varios sacos de caramelos y toda clase de chucherías y lo arrojaban al suelo por toda la calle hasta llegar a la casa del bautizado.
Hasta fechas muy recientes, todos los inviernos se ensayaba una comedia y al comienzo de la primavera, los mozos y mozas del pueblo la representaban frente a la Iglesia y asistían a la función los habitantes de los pueblos vecinos.
Cuando algún chico empieza las relaciones con una chica, los "mozos" cogen unos sacos de paja y la van echando por el suelo desde sus casas a la Iglesia.
Hasta tiempos recientes, las bodas se hacían hasta de tres días y estaban todos invitados a comida, cena y desayuno y se bailaba durante todo el día.
Cuando algún propietario de bienes o fincas pretendía venderlas, lo hacía al salir de misa los domingos, y se subastaban públicamente al mejor postor.

## Turismo
No existen en la actualidad alojamientos, aunque la acampada es libre. Se puede disfrutar de su bello paisaje arbolado junto al río Eria y su bella Sierra. Merece la pena la visita a la ermita de Santa Elena junto con los antiguos corrales del monte donde los pastores dejaban hace años sus ovejas.